# The Cursed (pel·lícula de 2021)
The Cursed és una pel·lícula de terror gòtica del 2021 escrita, dirigida i coproduïda per Sean Ellis. La pel·lícula és protagonitzada per Boyd Holbrook, Kelly Reilly, Alistair Petrie i Roxane Duran. La seva trama segueix un poble del segle XIX a la França rural que està amenaçat per un home llop.
Una coproducció internacional dels Estats Units i França, The Cursed es va estrenar al Festival de Cinema de Sundance de 2021 sota el títol Eight for Silver.Va ser llançada als EUA el 18 de febrer de 2022 per LD Entertainment. Va rebre ressenyes generalment positives de la crítica.

## Argument
Durant la Batalla del Somme (1916), un capità francès ferit és introduït a una tenda mèdica amb tres ferides de bala a l'abdomen. Durant la cirurgia, un cirurgià de l'exèrcit descobreix i treu una quarta bala addicional feta de plata i no de disseny alemany.
Al 1881 (35 anys abans de la batalla), a la França rural, el brutal baró de la terra Seamus Laurent lidera la matança d'un clan romaní que s'ha instal·lat a la seva terra i ha fet una reclamació controvertida. Després d'haver previst el seu perill imminent, l'ancià líder romaní va llançar un conjunt de pròtesis de plata amb forma de ullals de llop per protegir-los. Després de la matança, el líder del clan i un noi romaní són capturats, aquest últim desmembrat i erigit com a espantaocells per servir d'advertiment a altres romanís, mentre el líder romaní és enterrat viu amb els ullals de plata agafats a la seva mà.
Poc després, la gent del poble, inclosos els fills de Seamus, Edward i Charlotte, es veuen afectats pels malsons de l'espantaocells i els ullals de plata. Mentre juga un dia, el nen de granja Timmy revela als altres nens que coneix la ubicació de l'espantaocells. En arribar a l'espantaocells i haver jurat als altres mantenir el secret, Timmy es veu superat amb la necessitat d'excavar els ullals de plata. L'Edward intenta aturar-lo, però en Timmy es posseït i li posa els ullals a la boca, mossegant la gola d'Edward mentre els altres nens fugen aterroritzats. Seamus recupera ràpidament l'Edward ferit mentre que en Timmy no es troba enlloc. Un metge conclou que l'Edward va ser atacat per un animal salvatge, ja que l'Edward emmalalteix. Després que la Charlotte es desperta amb els crits de l'Edward durant la nit i el troba atrapat per vinyes semblants a fusta que emergeixen del seu cos, Edward desapareix a la nit.
La Charlotte va a l'església local per pregar i es troba en Timmy, que afirma que no recorda el que va passar després de posar-se els ullals. Quan Charlotte li pregunta a Timmy què va fer amb els ullals de plata, ell revela que els va amagar a l'església. Quan la minyona de Charlotte, Anais, els descobreix, Timmy fuig. Mentre en Timmy corre cap al bosc, una bèstia invisible el persegueix a una barraca abandonada on aviat és sacrificat. El patòleg vidu John McBride visita la ciutat, buscant informació sobre els gitanos que viatgen. Acompanya al tinent de policia Alfred Molière, que ha estat cridat per Seamus per trobar Edward. En reunir-se amb Seamus, la parella troba el cos mutilat de Timmy. Molière, creient que la desaparició d'Edward significa que probablement ha estat assassinat, marxa, però John ofereix quedar-se per ajudar en Seamus. Aquella nit, la mansió de Seamus rep la visita d'una estranya bèstia semblant a un llop que intenta entrar sense èxit.
L'endemà, tres habitants són atacats per la bèstia. Dos són assassinats, però la tercera, Anne-Marie, està greument mutilada i aconsegueix tornar a la ciutat. En escoltar que Anne-Marie va sobreviure al seu atac però va ser mossegada, en John es dirigeix ràpidament a la ciutat, però és massa tard per evitar que una Anne-Marie que ja estava transformant s'escapi. Atacant la bèstia Anne-Marie, John aconsegueix atrapar i matar la criatura, portant el cadàver a Seamus i realitzant una autòpsia. L'obertura de la criatura revela Anne-Marie, cridant amb una ràbia assassina. John insisteix que no es pot salvar i ordena a un vilatà que la dispari i la mati. John explica que la infecció fa que una víctima es converteixi en una de les criatures, i Seamus adonant-se que l'Edward ha patit la mateixa sort. John revela a l'esposa de Seamus, Isabelle, que la seva dona i la seva filla van ser assassinades per una bèstia semblant: estava investigant els romaní mentre pronunciaven que la "maledicció" a la terra s'havia complert. Isabelle també revela que Seamus va ser l'orquestrador de la massacre romaní i també ho és l'objectiu de la maledicció, juntament amb els seus parents.
Charlotte informa a John de la ubicació dels ullals de plata, que es fon en quatre bales de plata. La primera bèstia ataca i mossega Anais, la minyona de Seamus, però es retira quan Seamus torna d'una partida de caça fallida. Anais embena i amaga les seves ferides. John nota proves de l'atac d'Anais, però cau en una discussió amb Seamus sobre les seves accions abans que pugui perseguir la criada. En Seamus investiga un soroll procedent de l'habitació d'Anais i és emboscat per una Anais transformada, tirant el seu canelobre i incendiant la mansió. Seamus mata amb èxit la criatura Anais, però no abans de ser mossegat. Sabent que està condemnat a transformar i atacar la seva família, Seamus s'immola davant de John. Recuperant Charlotte i Isabelle, John les condueix a l'església on els altres habitants del poble s'han refugiat dels atacs.
Durant la nit després que tothom s'hagi adormit, Isabelle va a pregar i sent la veu d'Edward que la crida des de fora de les portes de l'església barricadas. Una Isabelle, afligida, aixeca la barricada, deixant que la bèstia entri a l'església on procedeix a massacrar la gent del poble. John intenta disparar a la bèstia amb una bala de plata, però Isabelle intencionadament s'interposa entre la seva punteria i la bèstia, cridant a l'Edward transformat. Mentre la bèstia furiosa la mata, en John no té més remei que disparar a Isabelle cap a la bèstia. Tots dos cauen al terra, i quan Isabelle mor, l'Edward torna a la seva forma humana, Isabelle mor abraçant el seu fill humà reanimat i plorant.
Amb els seus pares morts i la seva mansió destruïda, John té cura d'Edward i Charlotte, que li retorna les tres bales de plata restants de l'atac a l'església. Es revela que el capità francès ferit mortalment és l'adult Edward, que tenia la bala de plata allotjada dins d'ell des que va ser afusellat com a criatura/nen a l'església. Amb la bala de plata retirada, l'Edward mor a la taula d'operacions. Un temps després, una Charlotte adulta visita un John ancià i enlliscat i li retorna la quarta bala de plata.

## Repartiment
- Boyd Holbrook com a John McBride
- Kelly Reilly com a Isabelle Laurent
- Alistair Petrie com a Seamus Laurent
- Roxane Duran com a Anais
- Nigel Betts com Alfred Molière
- Áine Rose Daly com a Anne-Marie
- Amelia Crouch com a Charlotte

## Producció
La pel·lícula es va rodar a la regió de Charente a l'oest de França. Va ser filmada en 35 mm amb lents anamòrfiques. En una entrevista a Variety, el director Sean Ellis va declarar: "Hem intentat fer-ho el màxim possible a la càmera, perquè sempre penso que es veu millor."
Ellis ha dit que la pel·lícula és una visió del clàssic mite de l'home llop, que es presenta com una metàfora de l'addicció a la societat moderna, i que "va infondre un nou enfocament per a la mitologia de tot això perquè no ets". convertint-se en alguna cosa, en realitat t'hi estàs convertint en un presoner".

## Estrena
La pel·lícula es va estrenar mundialment al Festival de Cinema de Sundance el 30 de gener de 2021 i es va estrenar als Estats Units el 18 de febrer de 2022. La pel·lícula es va estrenar digitalment el 15 de març de 2022, seguida d'un llançament en Blu-ray i en DVD el 10 de maig de 2022.

## Recepció

### Taquilla
Als Estats Units i Canadà, la pel·lícula es va estrenar juntament amb Uncharted i Gos durant les vacances de quatre dies del Dia dels Presidents vacances de quatre dies. The Cursed va guanyar 1,8 milions de dòlars en els seus primers tres dies i 2 milions de dòlars en els seus primers quatre dies, i va quedar novena a la taquilla. La pel·lícula va sortir del top ten de taquilla el seu segon cap de setmana amb 1,1 milions de dòlars.

### Recepció crítica
Al lloc web de l'agregador de ressenyes Rotten Tomatoes, el 71% de les crítiques de 128 crítiques són positives, amb una valoració mitjana de 6,4/10. El consens del lloc web diu: "Per a una pel·lícula d'homes llop, The Cursed manca de manera frustrant d'instint assassí, però les seves intrigants addicions a la mitologia ben gastada afegeixen una mica de mossegada necessària". Metacritic, que utilitza una mitjana ponderada, va assignar a la pel·lícula un puntuació de 62 sobre 100, basada en 24 crítics, que indica crítiques "generalment favorables". El públic enquestat per PostTrak va donar a la pel·lícula una puntuació positiva del 58%, amb El 36% diu que sens dubte la recomanaria.

## Reconeixements
| Cerimònia de premi                                          | Categoria                          | Receptor   | Resultat |        |
| ----------------------------------------------------------- | ---------------------------------- | ---------- | -------- | ------ |
| Gérardmer                                                   | Millor pel·lícula                  | The Cursed | Nominat  | [ 12 ] |
| LIV Festival Internacional de Cinema Fantàstic de Catalunya | Millor pel·lícula                  | The Cursed | Nominat  | [ 13 ] |
| LIV Festival Internacional de Cinema Fantàstic de Catalunya | Millor director                    | Sean Ellis | Nominat  | [ 13 ] |
| LIV Festival Internacional de Cinema Fantàstic de Catalunya | Millor guió                        | Sean Ellis | Nominat  | [ 13 ] |
| Camerimage                                                  | Golden Frog a la millor fotografia | Sean Ellis | Nominat  | [ 14 ] |